# Euclidia triquetra
Euclidia triquetra, auch Dreiecks-Tageule genannt, ist ein Schmetterling (Nachtfalter) aus der Familie der Eulenfalter (Noctuidae).

## Merkmale

### Falter
Die Falter erreichen eine Flügelspannweite von 24 bis 30 Millimetern. Sie haben graubraune Vorderflügel, auf denen sich nahe am Basalfeld ein großer, schwarzbrauner, keilförmiger Fleck abhebt. Außerdem sind in der Postdiskalregion zwei dunkle Zeichnungselemente, die angenähert die Form gleichschenkliger Dreiecke besitzen, zu sehen. Nahe der Flügelspitze am Vorderrand ist ein weiterer dunkelbrauner Fleck erkennbar. Die Hinterflügel sind gelblich gefärbt und zeigen im Saumfeld eine schmale dunkle Binde.

### Raupe
Erwachsene Raupen sind blass-rotgelb gefärbt und braun getüpfelt. Die Rückenlinie wird aus bräunlichen Punkten gebildet, die Seitenlinien sind weiß, die Stigmen gelb und schwarz umrandet.

### Ähnliche Arten
Eine geringe Ähnlichkeit besteht zur Braunen Tageule (Euclidia glyphica), der jedoch die deutlichen Keilflecke fehlen. Bei der etwas größeren Euclidia munita sind die Dreiecksflecke schwächer ausgeprägt und die Grundfärbung tendiert mehr zu  hellen rotbraunen Tönungen.

## Geographische Verbreitung und Lebensraum
Die Art kommt in Zentral- sowie in Südosteuropa vor, außerdem in Kasachstan, Kleinasien und östlichen Regionen Sibiriens bis zum Pazifischen Ozean. Sie lebt überwiegend in heißen, trockenen Gebieten.

## Lebensweise
Euclidia triquetra ist tagaktiv und besucht im Sonnenschein gerne Blüten. Sie bildet zwei Generationen im Jahr, der Falter von Mitte April bis Juni und von Ende Juli bis August fliegen. Die Raupen fressen an verschiedenen Hülsenfrüchtlern (Fabaceae), wie Tragant- (Astragalus) oder Esparsettenarten (Onobrychis). Die Überwinterung erfolgt im Puppenstadium.

## Gefährdung
In Deutschland ist die Art nicht heimisch, so dass eine Nennung auf der Roten Liste gefährdeter Arten entfällt. Das einzige Vorkommen im deutschsprachigen Raum betrifft wenige Trockengebiete im östlichsten Österreich.